# Overtoun House
Overtoun House est un manoir situé à Milton dans le burgh de Dumbarton en Écosse.
Le pont d'Overtoun est situé à une trentaine de mètres à l'ouest du manoir. La célébrité de cet ouvrage d'art vient du fait qu'un nombre important de chiens seraient morts en ce lieu, en sautant sans raison apparente par-dessus son parapet.

## Localisation
Le domaine d'Overtoun est situé sur une colline surplombant le fleuve Clyde, le village de Milton et la ville de Dumbarton.

## Histoire
En 1859, James White, ancien avocat, copropriétaire des J & J White Chemical Works à Rutherglen, achète un domaine agricole afin d'y construire un manoir où il pourra passer sa retraite. Il acquiert initialement 900 acres (3,6 km2), avant d'étendre son terrain à 2 000 acres (8 km2).
James White fait appel à l'architecte James Smith (en) (1808–1863) (le père de Madeleine Smith (en)) pour concevoir le bâtiment et assurer la maîtrise d'œuvre des travaux. La ferme qui occupe le site est démolie et les travaux commencent. James Smith meurt avant l'achèvement de la construction du manoir et c'est un de ses collaborateurs qui termine l'opération. La famille de James White s'installe dans le manoir en 1862.
En 1884, James White meurt et son fils John lui succède. À la mort de sa mère, John White emménage au domaine en 1891,. En 1892, il passe un accord avec le révérend Dixon Swan, pasteur local et héritier des terres adjacentes de la ferme Garshake, afin d'étendre son domaine en construisant un bâtiment à l'ouest (connu sous le nom de West Drive). Les parties est et ouest du domaine étant séparées par une chute d'eau, une route est construite et le pont d'Overtoun est érigé afin de relier les deux rives.
En 1908, John White meurt et son neveu Douglas White devient le propriétaire du manoir. Touché par la Grande Dépression des années 1930, Douglas White préfère quitter le pays et lègue le domaine aux habitants et à la municipalité de Dumbarton en 1938. Pendant la Seconde Guerre mondiale, le domaine est utilisé par le gouvernement britannique. Isolé, le manoir est épargné par les bombardements près du chantier naval de Clydeside.
Après la guerre, en 1947, le manoir d'Overtoun est transformé en maternité. Toutefois, un incendie détruit une partie des locaux en 1948. Aucun mort n'est à déplorer et la maternité reste en service jusqu'au 1er septembre 1970. En 1975, le domaine reçoit des fonds du gouvernement britannique dans le cadre du programme Quality of Life Experiment. De 1978 à 1983, un groupe religieux appelé Spire Fellowship s'installe au domaine. De 1984 à 1994, le lieu est utilisé par l'organisation religieuse Jeunesse en Mission.
Lorsque Jeunesse en Mission quitte le domaine, le manoir est inoccupé. En 2001, le pasteur Bob Hill de Fort Worth commence à rénover le domaine afin d'ouvrir un centre pour la jeunesse écossaise. Les travaux sont achevés en 2015 et le centre ouvre en 2017.
Le domaine de 55 hectares est ouvert au public pour la promenade et le pique-nique.

## Sources
- (en) Cet article est partiellement ou en totalité issu de l’article de Wikipédia en anglais intitulé « Overtoun House » (voir la liste des auteurs).